# Reinhard Schmitz (Fußballspieler)
Reinhard Schmitz (* 9. Juni 1951 in Gindorf) ist ein ehemaliger deutscher Fußballspieler. Er wurde im Mittelfeld und in der Abwehr eingesetzt. In der Fußball-Bundesliga absolvierte er bei den Vereinen 1. FC Köln (2-0) und Tennis Borussia Berlin (25-1) insgesamt 27 Ligaspiele, danach folgten noch von 1975 bis 1981 bei den Vereinen SG Union Solingen, TeBe und SC Viktoria Köln 173 Einsätze mit acht Toren in der 2. Fußball-Bundesliga.

## Laufbahn
Der in Gindorf aufgewachsene Reinhard Schmitz durchlief die gesamten Jugendstationen bei seinem Heimatverein VfB Gindorf im Rhein-Kreis Neuss. Als torgefährlicher Mittelstürmer wurde er in die Kreis- und Niederrheinauswahl berufen. Als 18-Jähriger debütierte er in der 1. Mannschaft des VfB und stieg von Kreisliga in die Bezirksliga auf. Er hatte das Gymnasium in Grevenbroich besucht und das Abitur abgelegt. Zur Saison 1971/72 bekam er beim Regionalligisten VfR Neuß einen Vertrag und wechselte zur Mannschaft vom Stadion an der Hammer Straße. Durch die Abgänge der Leistungsträger Hans-Günter Neues, Willi Marzok und des Laufbahnendes des langjährigen Torjägers Ulrich Kohn war das Team um Ex-Nationalspieler Albert Brülls, wesentlich geschwächt. Schmitz gehörte von Rundenbeginn an der Stammbesetzung um Rolf Grünther, Heinz Mostert und Hans-Werner Moors an, aber Neuss stieg als 16. in die Amateurliga ab. Er hatte in 28 Ligaeinsätzen acht Tore erzielt und ging mit Neuss in das Amateurlager zurück, wo 1972/73 aber lediglich der 11. Rang erreicht werden konnte. Da er durch sein Studium an der Deutschen Sporthochschule in Köln auch in der dortigen Universitätsauswahl spielte, war er dem Kölner Nationalspieler Wolfgang Weber aufgefallen, welcher ihm ein Probetraining beim 1. FC Köln vermittelte. Er bekam zur Saison 1973/74 einen Lizenzspielervertrag bei der „Geißbock-Elf“.
In der Saison 1973/74 gehörte der Verteidiger dem Profi-Kader des 1. FC Köln an. In den ersten zwei Rundenspielen wurde er jeweils unter Trainer Rudi Schlott gegen Eintracht Frankfurt (1:1) und Fortuna Düsseldorf (0:3) eingewechselt. Unter Schlott-Nachfolger Zlatko Cajkovski – ab dem 17. September 1973 – fand der Mann aus Gindorf keine Berücksichtigung mehr. Nachdem er sich nicht gegen die Stammspieler in der Defensive wie Bernhard Cullmann, Herbert Hein, Harald Konopka und Wolfgang Weber hatte durchsetzen können, verließ er den FC bereits nach einem Jahr wieder. Er schloss sich Union Solingen in der Verbandsliga Niederrhein an.
Mit Solingen gewann er 1974/75 die Meisterschaft und stieg nach dem erfolgreichen Absolvieren der Aufstiegsrunde in die 2. Bundesliga auf. Unter Spielertrainer Horst Stockhausen und an der Seite von Torhüter Jörg Daniel absolvierte Schmitz 37 Ligaspiele in denen er fünf Tore beim Erreichen 13. Tabellenranges belegte. Er nahm die Offerte des überraschenden Bundesligaaufsteigers Tennis Borussia Berlin an und wechselte zur Saison 1976/77 nach Berlin und kehrte damit wieder in die Bundesliga zurück.
Die „Veilchen“ kämpften von Beginn an um den Klassenerhalt. Trainer Rudi Gutendorf rührte zwar mächtig die Werbetrommel, doch mehr wie zu 22:46 Punkten reichte es nicht. Die Auswärtsbilanz von 4:30 Punkten war nicht ausreichend, da ja in den Heimspielen mit 18:16 Punkten kein ausreichendes Punktepolster geholt werden konnte. Für Ditmar Jakobs und Benny Wendt war es zwar der Durchbruch, am Saisonende stieg man aber umgehend wieder ab. Schmitz hatte 25 Ligaspiele absolviert (1 Tor) und ging mit in die 2. Bundesliga. Dort war er in den nächsten zwei Runden Stammspieler mit 70 Ligaeinsätzen und drei Toren, belegte mit TeBe aber lediglich den 10. und 11. Rang.
1979 kehrte er nach Köln zurück und schloss sich SC Viktoria Köln an. Der ehemalige Club von Hennes Weisweiler erreichte überraschend 1979/80 den 4. Rang in der 2. Bundesliga Nord und Schmitz gehörte mit 38 Verbandsspieleinsätzen und acht Toren an der Seite von Bernd Helmschrot, Bernhard Hermes und Jürgen Jendrossek zu den unbestrittenen Leistungsträgern.
Abgesehen von zwei Jahren als Trainer von Landesligist Eintracht Köln (1988 bis 1990) sowie als Coach des Landesligisten Bayer Dormagen (1996 bis 1998) zog sich Schmitz nach dem Ende seiner Spielerkarriere aus dem Fußballgeschäft zurück. Beruflich war der passionierte Tennisspieler als Versicherungsmakler tätig. Mit seiner Ehefrau lebt er im rechtsrheinischen Köln-Höhenberg, unweit der Heimspielstätte von Viktoria Köln. Sein Hobby war die Traditionsmannschaft des FC, in der er viele Jahre aktiv war.

## Vereine
- 1973 – 1974 1. FC Köln
- 1975 – 1976 Union Solingen
- 1976 – 1979 Tennis Borussia Berlin
- 1979 – 0000 SC Viktoria Köln

## Statistik
- Bundesliga
2 Spiele 1. FC Köln
26 Spiele; 1 Tor Tennis Borussia Berlin

- 2. Bundesliga
37 Spiele Union Solingen
70 Spiele Tennis Borussia Berlin
66 Spiele Viktoria Köln

- Insgesamt 18 Tore